# Дмитрівка (Баштанський район)
Дми́трівка — село в Україні, у Казанківській селищній громаді Баштанського району Миколаївської області. Населення становить 358 осіб.